# هيرينيا إتروشيلا
هيرينيا كوبريسينيا اتروشيلا هي امبراطورة رومانية قرينة، هي زوجة الإمبراطور ديكيوس ووالدة الامبراطوريين هوستيليان وهيرينيوس إيتروسكوس. نالت لقب أوغسطا بعد استيلاء زوجها على حكم الامبراطورية بعد انقلابه على فيليب العربي في سنة 249. بعد سنتين قتل زوجها وابنها في معركة أبريتاس ضد القوط والسكيثيين في سنة 251 ولا يعرف مصيرها بعد هذا.